# Next (Journey)
| Recensione                        | Giudizio        |
| --------------------------------- | --------------- |
| AllMusic                          | [ 1 ]           |
| The New Rolling Stone Album Guide | [ 2 ]           |
| Sputnikmusic                      | 4.0 (Excellent) |
| Dizionario del Pop-Rock           | [ 4 ]           |
| 24.000 dischi                     | [ 5 ]           |

Next è il terzo album dei Journey, pubblicato dalla Columbia Records nel febbraio del 1977. È l'ultimo lavoro registrato con il contributo vocale esclusivo del tastierista Gregg Rolie, prima della breve permanenza in seno al gruppo di Robert Fleischman, nel tour seguente, e dello storico frontman Steve Perry per i successivi album.
Il disco raggiunse la posizione #85 nella classifica statunitense Billboard 200.

## Tracce
Lato A
1. Spaceman – 4:00 (Gregg Rolie, Aynsley Dunbar)
2. People – 5:20 (Aynsley Dunbar, Gregg Rolie, Neal Schon)
3. I Would Find You – 5:53 (Tena Austin, Neal Schon)
4. Here We Are – 4:16 (Gregg Rolie)

Lato B
1. Hustler – 3:14 (Gregg Rolie, Aynsley Dunbar)
2. Next – 2:56 (Gregg Rolie, Heidi Cogdell, Neal Schon, Aynsley Dunbar)
3. Nickel & Dime – 4:13 (Ross Valory, Neal Schon, Gregg Rolie, George Tickner)
4. Karma – 5:08 (Aynsley Dunbar, Gregg Rolie, Neal Schon)

## Formazione
- Gregg Rolie - voce solista, tastiera
- Neal Schon - chitarra elettrica, chitarra acustica, voce solista
- Ross Valory - basso, accompagnamento vocale, coro
- Aynsley Dunbar - batteria, percussioni

Note aggiuntive
- Journey - produttore (per la Nightmare Productions, Inc.)
- Registrato e mixato al His Master's Wheels di San Francisco, California
- Registrazione e missaggio: Smiggy (Robert Smith)
- Masterizzato al Capitol Recording Studios di Hollywood, California
- Bruce Botnick - ingegnere della masterizzazione
- Walter Herbie Herbert - management e direzione
- Journey e Bruce Steinberg - art direction e fotografia
- Bruce Steinberg e Ellie Oberzil - design album
- Mansfield - design interno copertina album[9]